# Julie Bresset
Julie Bresset, född 9 juni 1989 i Saint-Brieuc, är en fransk mountainbikecyklist som vann guld i OS 2012.